# Due soldi di felicità
Due soldi di felicità è un film commedia del 1954 diretto da Roberto Amoroso.

## Trama
In un paesetto nei dintorni di Napoli, Sandro, bel giovane che possiede soltanto un podere, ma ha una bella voce, s'innamora di Carmela, giovane e ricca proprietaria. Benché la ragazza ricambi il suo affetto, Sandro, sapendosi quasi povero, non ha il coraggio di domandare la sua mano. Un giorno capita in paese una compagnia di artisti di varietà e Sandro fa amicizia con la "soubrette" Alba Dores. Nel frequentare la compagnia degli artisti gli viene l'idea di tentare la fortuna producendosi sulle scene del varietà: con tale programma va a Napoli, dove ammaliato dalla seducente Alba, si lascia sfruttare dal disonesto impresario, che gli chiede quattrocentomila lire per garantirgli un felice debutto. Per metter insieme la somma deve vendere un campicello; la compratrice è Carmela, la quale dopo aver versato il denaro straccia il contratto, di modo che la terra resta proprietà di Sandro. Il debutto però si risolve in un solenne fiasco, grazie agli intrighi di un ricco commendatore, ex amante di Alba, il quale volendo riconquistare la bella soubrette, deve prima di tutto liberarsi dell'incomodo rivale. Egli lo fa fischiare e dispone che gli vengano restituite le quattrocentomila lire da lui precedentemente versate. Sandro, deluso, ritorna al suo paese, dove troverà un compenso allo smacco subito nell'amore di Carmela, che finirà con lo sposare.

## Location
Gran parte della produzione ha avuto luogo nel comune di Mercogliano in Provincia di Avellino, precisamente nelle frazioni di Torelli e Capo Castello.